# Saison 1 de The Office
Vous lisez un « bon article » labellisé en 2023.
Chronologie
Saison 2
La première saison de The Office, une série télévisée américaine créée par Ricky Gervais et Stephen Merchant, est diffusée pour la première fois aux États-Unis du 24 mars au 26 avril 2005 sur NBC. En France, elle est diffusée du 3 au 17 juin 2007 sur Canal+. La saison comporte 6 épisodes d'une demi-heure.
Adaptation américaine développée par Greg Daniels de la série télévisée britannique du même nom, The Office met en scène sous forme de documenteur le quotidien d'employés de bureau de l'entreprise de papier fictive Dunder Mifflin, située à Scranton en Pennsylvanie. La distribution principale est composée de Steve Carell, Rainn Wilson, John Krasinski, Jenna Fischer et B. J. Novak.
La première saison présente les personnages principaux et établit l'intrigue générale de la série, centrée autour de Michael Scott (Carell), directeur régional de la succursale Dunder Mifflin de Scranton. Il veut que son bureau paraisse heureux et bien dirigé. Pendant ce temps, le commercial Jim Halpert (Krasinski) fait des farces à son voisin de bureau, Dwight Schrute (Wilson), la réceptionniste Pam Beesly (Fischer) tente de gérer les remarques maladroites de Michael et l'intérimaire Ryan Howard (Novak) se contente quant à lui d'observer la bêtise qui l'entoure.
La première saison de The Office est diffusée le mardi aux États-Unis à 21 h 30. La saison débute avec des audiences élevées, et obtient des critiques plutôt positives. Seul le pilote est critiqué, certains critiques estimant qu'il s'agit d'une simple copie de la série d'origine. Universal Pictures Home Entertainment publie la première saison en DVD le 16 août 2005 dans la région 1 et le 10 avril 2006 dans la région 2. Le coffret d'un disque contient les six épisodes, de nombreuses scènes coupées ainsi que des commentaires d'épisodes de différents membres de l'équipe de production.

## Synopsis
La saison commence par la présentation des différents employés via une visite donnée par le directeur de la succursale Michael Scott, accompagné par la caméra et par le nouvel intérimaire Ryan Howard. Le commercial Jim Halpert a des sentiments pour la réceptionniste, Pam, qui l'aide à faire des farces à son collègue Dwight Schrute, bien qu'elle soit fiancée à Roy (qui travaille à l'étage inférieur, à l'entrepôt). La rumeur court que le siège de Dunder Mifflin planifie de fermer cette branche de l'entreprise, ce qui mène à une anxiété générale, mais Michael refuse de voir la réalité de la situation afin de maintenir le moral des employés.

## Distribution

### Acteurs principaux
- Steve Carell (VF : Constantin Pappas) : Michael Scott, directeur régional de la succursale de Scranton de Dunder Mifflin[3]. Librement inspiré de David Brent, incarné par Ricky Gervais dans la version britannique[4], Scott est un homme ignorant et solitaire, qui tente de se faire des amis en amusant ses employés, au risque de se ridiculiser.
- Rainn Wilson (VF : Philippe Siboulet) : Dwight Schrute, inspiré du personnage Gareth Keenan. Il est l'assistant du directeur régional (« assistant to the regional manager »), bien qu'il préfère qu'on l'appelle simplement assistant directeur régional (« assistant regional manager »)[5].
- John Krasinski (VF : Stéphane Pouplard) : Jim Halpert, un représentant commercial farceur, inspiré de Tim Canterbury, qui est amoureux de Pam Beesly, la réceptionniste[6].
- Jenna Fischer (VF : Amélie Gonin) : Pam Beesly, basée sur Dawn Tinsley. Elle est une réceptionniste timide, souvent de mèche avec Jim pour faire des farces à Dwight[7].
- B. J. Novak (VF : Thibaut Belfodil) : Ryan Howard, l'intérimaire.

### Acteurs récurrents
- Leslie David Baker (VF : Bruno Henry) : Stanley Hudson, un commercial grincheux.
- Brian Baumgartner (VF : Yves-Henri Salerne) : Kevin Malone, un comptable simple d'esprit.
- Angela Kinsey (VF : Josy Bernard) : Angela Martin, une comptable autoritaire amoureuse de Dwight.
- Oscar Nuñez (VF : Tony Joudrier) : Oscar Martinez, un comptable intelligent.
- Phyllis Smith (VF : Marie-Martine) : Phyllis Lapin, une commerciale timide et sympathique.
- Kate Flannery (VF : Marie-Christine Robert) : Meredith Palmer, représentante des relations d'approvisionnement alcoolique et désinhibée.
- Mindy Kaling (VF : Audrey Sablé) : Kelly Kapoor, la représentante du service clientèle obsédée par la culture pop.
- Creed Bratton (VF : Frédéric Cerdal) : Creed Bratton, le mystérieux responsable de l'assurance qualité du bureau.
- Paul Lieberstein (VF : Martin Brieuc) : Toby Flenderson, représentant des ressources humaines au regard triste.
- Craig Robinson (VF : Pascal Vilmen) : Darryl Philbin, responsable de l'entrepôt.
- Melora Hardin (VF : Laurence Bréheret) : Jan Levinson-Gould, vice-présidente des ventes régionales.
- David Denman (VF : Jérôme Berthoud) : Roy Anderson, un employé de l'entrepôt et le fiancé de Pam.
- Devon Abner : Devon White, représentant des relations avec les fournisseurs[8].

### Invités notables
- Toby Huss : voix de Todd Packer, un commercial itinérant grossier et insultant. C'est aussi le meilleur ami de Michael Scott[9].
- Larry Wilmore : M. Brown, un consultant qui arrive pour enseigner au bureau la tolérance et la diversité.
- Patrice O'Neal : Lonny Collins, un ouvrier de l'entrepôt.
- Amy Adams (VF : Frédérique Marlot) : dans le rôle de Katy Moore, une vendeuse de sacs à main.

Version française
- Société de doublage : Libra Films
- Direction artistique : Martin Brieuc
- Adaptation : Isabelle Gueguen et Sylvie Abou Isaac

 Source et légende : version française (VF) sur RS Doublage , Allodoublage et Doublage Séries Database.

## Production

### Développement
La première saison de The Office est produite par Reveille Productions et Deedle-Dee Productions, en association avec NBC Universal Television Studios. La série est basée sur la série britannique du même nom créée par Ricky Gervais et Stephen Merchant, qui produisent la série. Greg Daniels est également producteur délégué de la série, tandis que Larry Wilmore et Lester Lewis en sont les producteurs consultants. L'équipe de scénaristes est composée de Daniels, Gervais, Merchant et Michael Schur. Mindy Kaling, Paul Lieberstein et B. J. Novak coécrivent trois épisodes de la saison en plus de faire partie de la distribution de la série. Pour cette saison, Schur est coproducteur, Kaling est scénariste, Lieberstein est producteur consultant et Novak est rédacteur en chef. Le premier épisode, La Rumeur, est écrit par Daniels, mais la majorité de l'épisode est adaptée du pilote de la série britannique. Plusieurs scènes sont reprises presque mot pour mot.

### Réalisation
Les épisodes de la première saison sont réalisés par cinq réalisateurs différents. The Office dispose à la fois d'une « équipe de réalisateurs » et de réalisateurs indépendants. Ken Kwapis réalise ainsi les deux premiers épisodes, La Rumeur et La Journée de la Diversité ; il en réalisera onze autres, dont le dernier de la série. Ken Whittingham, qui réalise La Mutuelle, réalisera pour sa part huit autres épisodes de la série. Quant à Daniels, il écrit et réalise l'épisode Le Match de Basket. La première saison de The Office est presque entièrement tournée dans un immeuble de bureaux de Los Angeles, en Californie. Outre Los Angeles, la ville de Scranton, en Pennsylvanie, où se déroule la série, sert également de décor pour le générique d'ouverture.

## Accueil

### Audiences

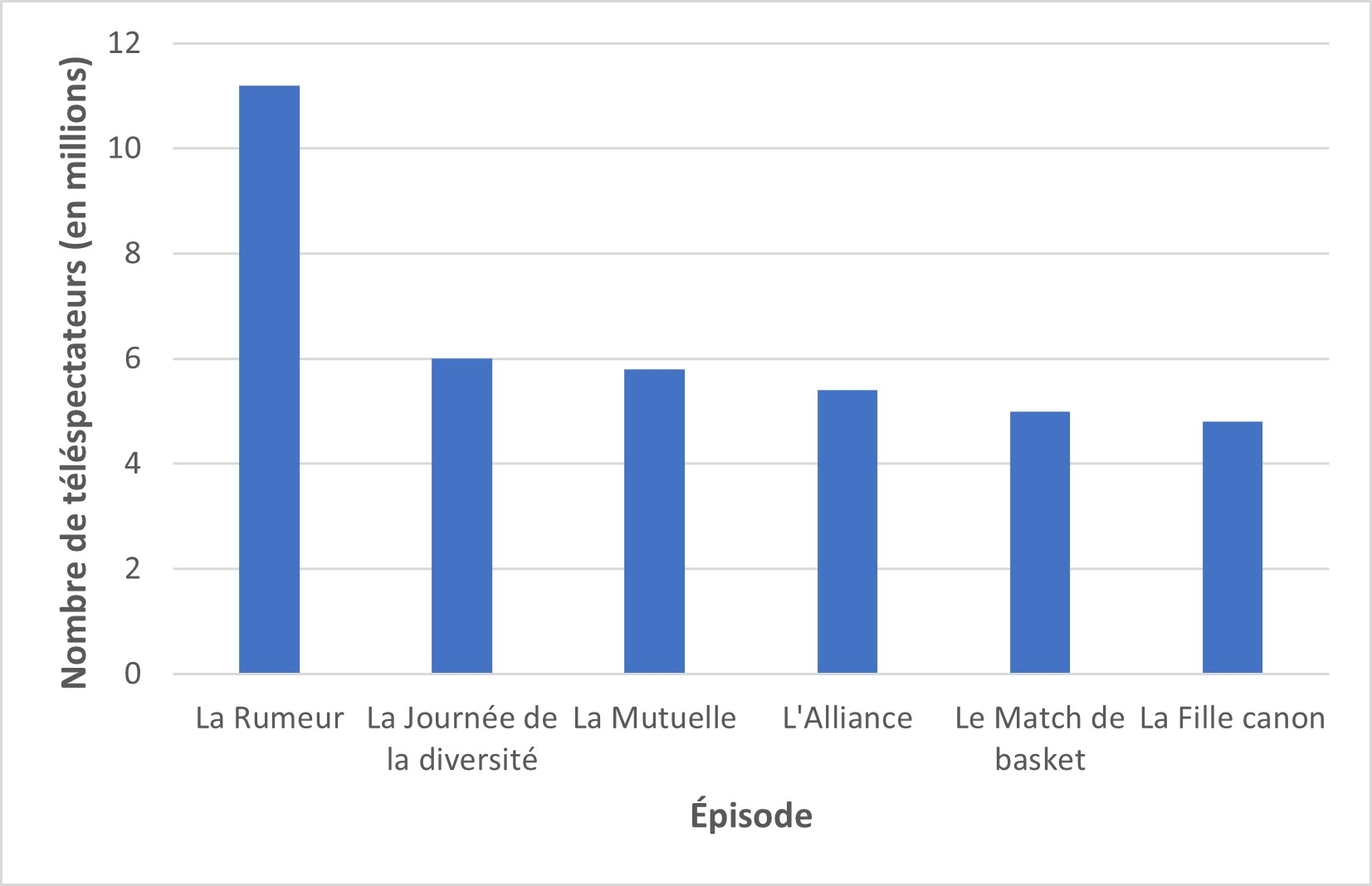
Audiences de la première saison de The Office aux États-Unis.

Le premier épisode de The Office obtient de bons résultats d'audience, avec plus de onze millions de téléspectateurs, et se classe troisième dans sa case horaire le soir de sa diffusion aux États-Unis,. L'épisode est diffusé un jeudi soir, contrairement au reste de la série, diffusée le mardi soir. Les audiences de la série chutent ensuite fortement, avec une moyenne de moins de 6 millions de téléspectateurs, soit environ la moitié des audiences du pilote,. Le dernier épisode de la première saison, La Fille Canon, obtient l'une des plus mauvaises audiences de l'histoire de la série, avec un score de 2,2 sur l'échelle de Nielsen et une part d'audience de 10. Après la mauvaise réception de l'épisode, de nombreux critiques prédisent à tort qu'il sera le dernier de la série. La première saison de The Office rassemble en moyenne 5,4 millions de téléspectateurs, ce qui la place au 102e rang pour la saison télévisuelle 2004-2005 aux États-Unis.

### Critiques

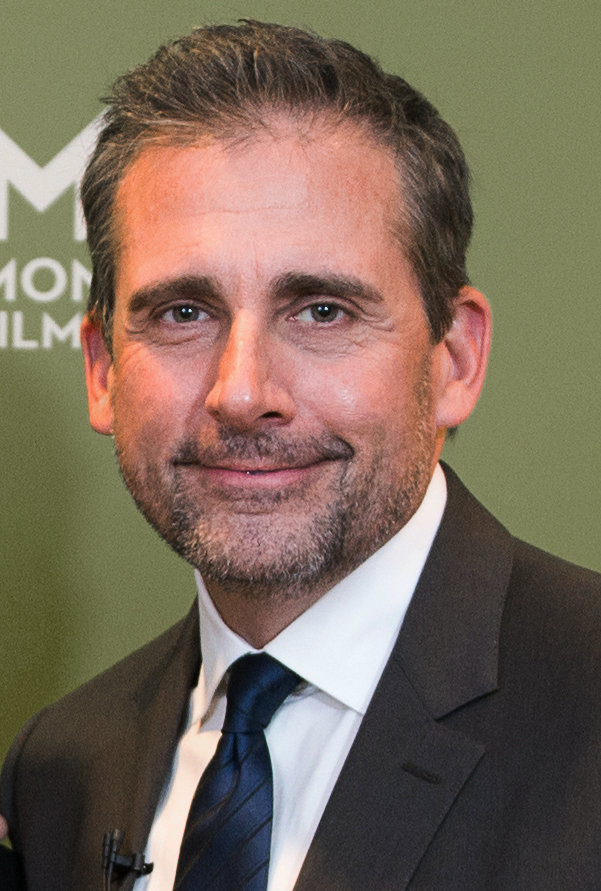
Steve Carell a d'abord été critiqué pour son interprétation de Michael Scott, bien que son personnage ait ensuite obtenu les faveurs de la critique.

Le pilote de la série, La Rumeur, reçoit un accueil très mitigé de la part des critiques. Après la diffusion de la première saison de The Office, la critique voit la série comme un nouveau remake manqué d'une série britannique, à l'image de la version américaine de la série britannique Six Sexy. Ainsi, le Deseret Morning News déclare : « Peut-être qu'après la mort rapide de The Office sur NBC, la chaîne décidera que tenter d'américaniser des comédies télévisées britanniques n'est pas une si bonne idée »,. Le New York Daily News estime quant à lui que la série n'est « ni audacieuse ni drôle », ajoutant que « la version de NBC est si diluée qu'il ne reste que de l'eau boueuse »,. Le Los Angeles Times déplore l'interprétation caricaturale de Steve Carell, et déclare que « la tristesse qui se cachait derrière les personnages de la série originale s'est perdue dans la traduction »,. Une critique du quotidien britannique The Guardian note son manque d'originalité, déclarant que Steve Carell « en fait trop, il joue la comédie, il essaie d'être embarrassant au lieu de simplement l'être. Peut-être que dans les épisodes suivants, quand il s'écartera du scénario de Gervais et Merchant, il trouvera son personnage. Mais pour l'instant, c'est une pâle imitation »,. Tom Shales du Washington Post déclare que ce n'est « pas le méli-mélo que [la version américanisée de Six Sexy] s'est avérée être, mais encore une fois, la qualité de la série originale fait que son remake semble bien terne »,.
Malgré ces critiques, le reste de la saison bénéficie d'un accueil plutôt positif de la part des critiques. La saison obtient un score de 62 sur 100 sur Metacritic, indiquant « des critiques généralement favorables ». Le magazine Time écrit : « Il est ironique que la sitcom la plus originale de NBC depuis des années soit un remake, mais qui s'en soucie ? The Office est une vision audacieuse et sans concessions des conflits en entreprise, très américains »,. Le site Boston.com estime que la première saison de The Office est réussie, et que les différences entre les personnages de la série américaine et ceux de la série originale contribuent à sa popularité. Rob Owen du Pittsburgh Post-Gazette considère que la première saison de The Office est très bonne et que, en dépit des échecs précédents de NBC en termes de remakes de série télévisées, la chaîne trouve le succès avec The Office. Le magazine Entertainment Weekly attribue la note B+ à la saison et écrit que The Office « est une série intelligente et intime, capturant toute la pénibilité, la gêne et la rivalité de la vie en entreprise », tout en lui reprochant un manque de subtilité par rapport à la série originale.
De plus, La Journée de la Diversité, le deuxième épisode de la saison, est considéré comme l'un des meilleurs épisodes de toute la série. Le magazine TV Guide le désigne comme le dix-neuvième meilleur épisode de toutes les séries télévisées en 2009, tandis que Rolling Stone classe la scène où Michael montre à ses employés sa vidéo sur la diversité à la troisième position de son classement des meilleurs moments de The Office.

### Distinctions
La première saison de The Office reçoit plusieurs nominations, dont trois aux Writers Guild of America Awards. La série est notamment nommée dans les catégories meilleur scénario pour une nouvelle série télévisée et meilleur scénario pour une série télévisée comique. De plus, pour son travail sur La Journée de la Diversité, B. J. Novak est nommé pour le Writers Guild of America Award du meilleur scénario pour un épisode comique.

## Liste des épisodes

### Épisode 1:La Rumeur
- États-Unis : 24 mars 2005[40]
- France : 3 juin 2007[41]
- Belgique : 7 septembre 2008

- Melora Hardin (Jan Levinson)
- David Denman (Roy Anderson)

Une équipe télévisée suit la branche de Scranton de l'entreprise Dunder Mifflin dirigée par Michael Scott, pour un documentaire. Scott est un patron fantasque, qui veut se faire aimer de ses employés et passe son temps à faire des blagues à ses employés. Parmi ses subalternes, on trouve Dwight Schrute, assistant du directeur régional qui se dit directeur régional adjoint, ainsi que son collègue Jim Halpert, jeune commercial compétent qui passe son temps à faire des farces à Dwight. Jim passe aussi son temps à parler avec son amie, la réceptionniste Pam Beesly. Cette dernière est fiancée à Roy Anderson, employé de l'entrepôt de Dunder Mifflin,.

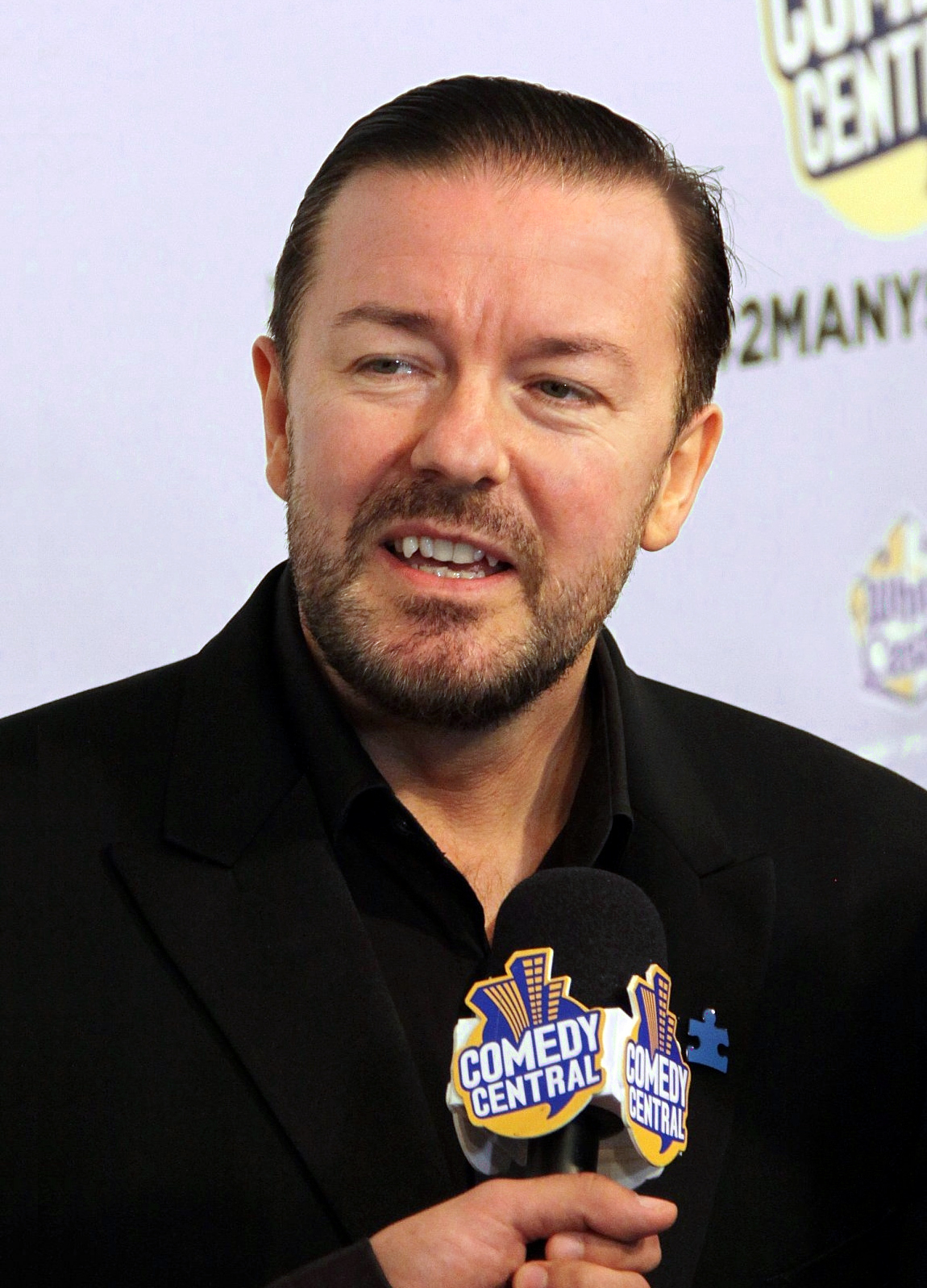
Pilote est basé sur le premier épisode original de la version britannique de The Office, créée par Ricky Gervais (photo) et Stephen Merchant.

Alors qu'un intérimaire, Ryan Howard, fait son arrivée dans la branche de Scranton, la supérieure de Michael, Jan Levinson-Gould, arrive de New York pour annoncer que pour des raisons économiques une branche, celle de Stamford ou celle de Scranton, est menacée de fermeture. Les employés finissent par le découvrir et Michael tente en vain d'apaiser leurs craintes en leur annonçant que personne ne sera renvoyé. Pendant ce temps, Dwight découvre que Jim a recouvert son agrafeuse de gelée,.

### Épisode 2:La Journée de la Diversité

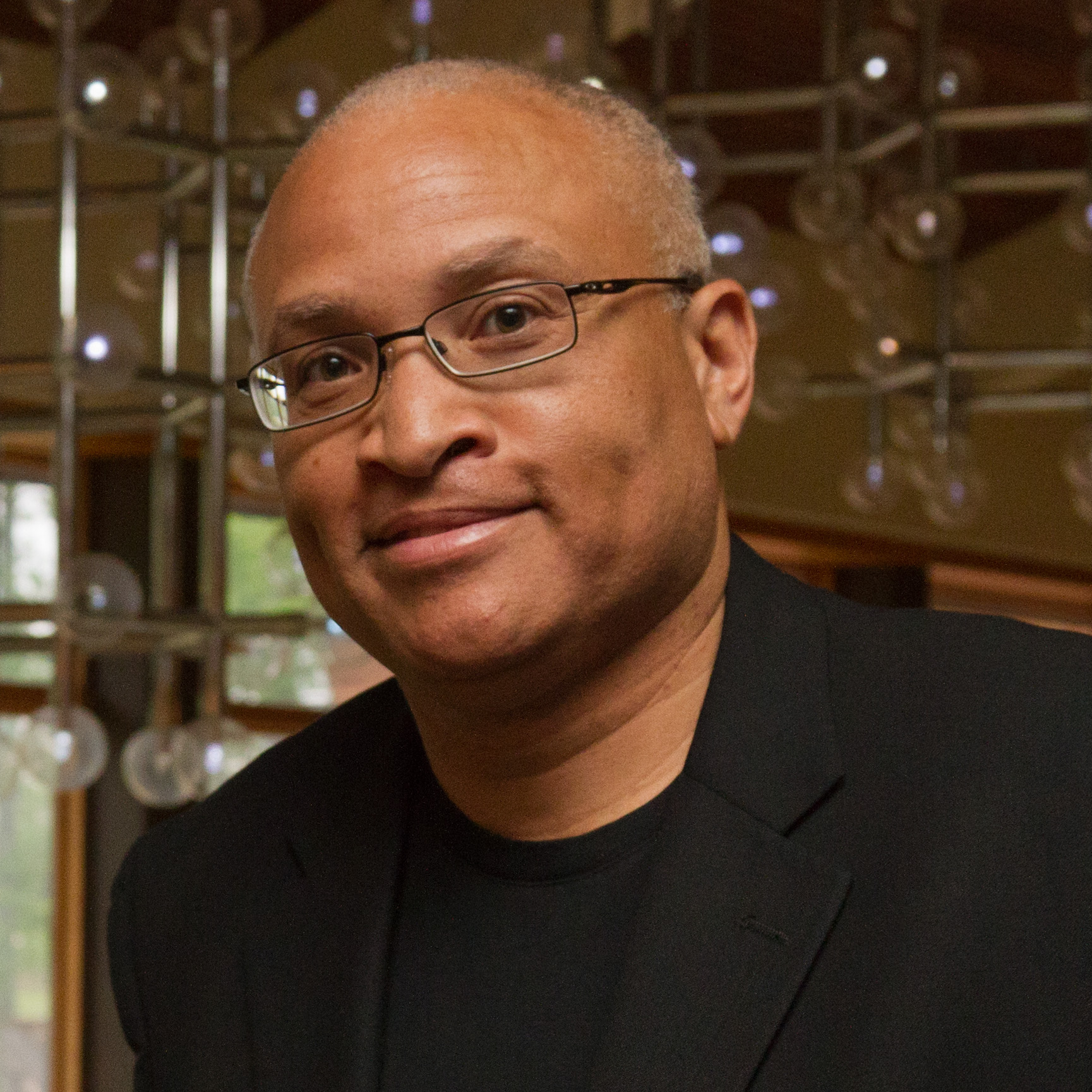
L'épisode met en vedette Larry Wilmore dans le rôle de M. Brown.

- États-Unis : 29 mars 2005[40]
- France : 3 juin 2007[41]
- Belgique : 7 septembre 2008

- Larry Wilmore (M. Brown, le consultant)

Michael se lance dans une imitation de Chris Rock, mais la plupart des employés se sentent offensés. À la suite de cet incident, le siège propose à tous les membres de la filiale de suivre une formation pour gérer la diversité dans l'entreprise. Mais cette formation, dispensée par un certain M. Brown, ne plaît pas à Michael, qui décide d'organiser sa propre réunion sur le sujet. Après avoir montré une courte vidéo à ses employés, Michael organise un jeu en assignant une personne avec une étiquette collée représentant une ethnie différente. Lorsqu'il imite de manière raciste un Indien devant Kelly, celle-ci se vexe et le gifle,.

### Épisode 3:La Mutuelle
- États-Unis : 5 avril 2005[40]
- France : 10 juin 2007[41]
- Belgique : 14 septembre 2008

- Melora Hardin (Jan Levinson)

La manager Jan Levinson-Gould confie à Michael la tâche de choisir un nouveau plan de soins de santé pour l'entreprise, le moins cher possible. Ne voulant pas annoncer la mauvaise nouvelle à ses employés, Michael charge Jim de s'occuper de cette décision, mais celui-ci recommande plutôt Dwight, qui accepte la mission avec enthousiasme. Pour travailler sur le plan, Michael autorise Dwight à utiliser la salle de conférence comme espace de travail temporaire, bien que Dwight le considère comme son bureau,.

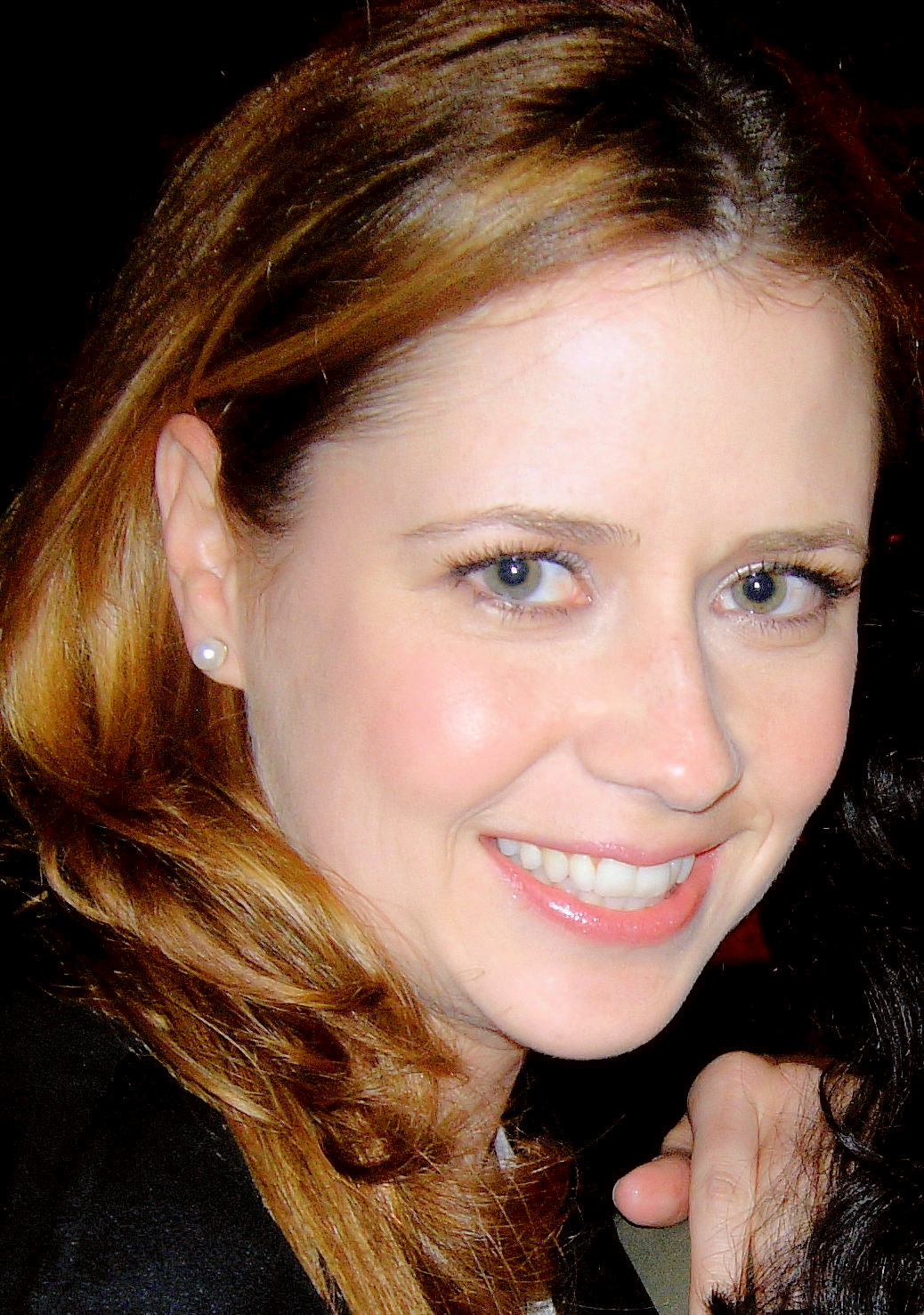
Dans une interview accordée à TV Guide, Jenna Fischer a déclaré que La Mutuelle était son épisode préféré de la première saison.

Dwight choisit un plan très bon marché avec peu de couverture, aucun avantage et une franchise importante. Ne voulant pas affronter les employés mécontents, Michael se cache dans son bureau en prétendant être occupé. Lorsqu'ils viennent lui reprocher le mauvais plan de Dwight, Michael réprimande Dwight et tente de leur remonter le moral en leur promettant une surprise à la fin de la journée. Dans une autre tentative désespérée d'éviter les questions, Michael quitte le bureau et essaie de planifier la surprise,.
De retour au bureau, Dwight distribue des formulaires qui demandent aux employés d'énumérer tous les maux ou maladies qu'ils peuvent avoir afin qu'ils soient couverts. Jim et Pam se mettent à inventer de fausses maladies, ce qui exaspère Dwight. Jim enferme ensuite Dwight dans son espace de travail alors que Michael, n'ayant pas réussi à lui procurer une meilleure surprise, revient avec des sandwichs à la crème glacée. Alors qu'il est coincé dans la salle de conférence, Dwight appelle Jan pour tenter de faire virer Jim, mais Jan est non seulement outrée que Michael ait quitté le bureau et laissé Dwight aux commandes, mais aussi qu'il lui ait confié les tâches liées au plan de santé. Dwight rassemble ensuite les employés dans la salle de conférence, les forçant à révéler publiquement leurs maladies,.

### Épisode 4:L'Alliance
- États-Unis : 12 avril 2005[40]
- France : 10 juin 2007[41]
- Belgique : 21 septembre 2008

- David Denman (Roy Anderson)
- Craig Robinson (Darryl Philbin)

Les rumeurs de réduction des effectifs à Dunder Mifflin n'ont pas cessé. Dwight se sent particulièrement menacé par la crise imminente, et, dans un acte de désespoir, forme une alliance avec son ennemi de bureau, Jim. Ce dernier voit l'alliance comme une opportunité de se jouer de Dwight avec l'aide de Pam,.

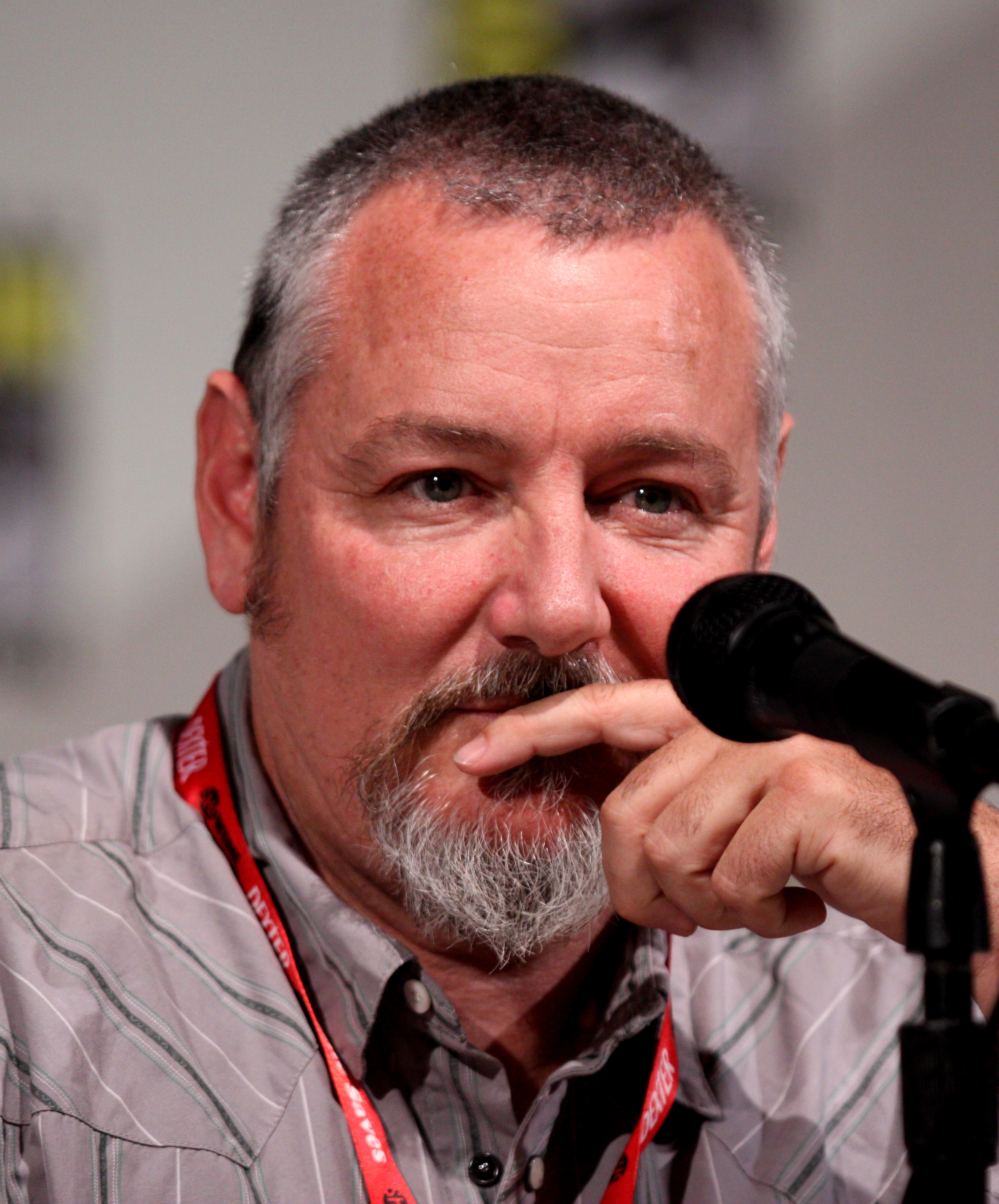
Randall Einhorn, qui a travaillé en tant que caméraman sur l'émission Survivor, a tourné l'épisode.

Pendant ce temps, Michael tente de remonter le moral des employés en organisant une fête d'anniversaire de bureau pour Meredith, même si son anniversaire est dans un mois. Michael essaye de trouver la phrase parfaite pour sa carte d'anniversaire. Finalement, la blague qu'il y inscrit tombe à plat et ruine la fête. Parallèlement, Michael fait une donation pour un marathon de marche en faveur du neveu d'Oscar qui est atteint de paralysie cérébrale, mais ne comprend pas le système de contribution, ce qui l'amène à faire un don plus important qu'il ne le pensait,.

### Épisode 5:Le Match de Basket
- États-Unis : 19 avril 2005[40]
- France : 17 juin 2007[41]
- Belgique : 21 septembre 2008

- David Denman (Roy Anderson)
- Craig Robinson (Darryl Philbin)
- Patrice O'Neal (Lonny Collins)

Michael organise un match de basket au sein de l'entrepôt de Dunder Mifflin. Il choisit les commerciaux : Jim, Ryan et Stanley — que Michael, en raison de ses préjugés, considère comme l'arme secrète de l'équipe. Il choisit aussi Dwight et Phyllis à contrecœur, mais refuse néanmoins de prendre Oscar ou Kevin. Le directeur de la branche de Scranton espère remonter le moral de ses employés, qui sont menacés par une réduction des effectifs, mais il lui est difficile de motiver ses troupes, malgré son enthousiasme. Afin de pimenter la rencontre, il décide que l'équipe perdante viendra travailler le samedi au bureau,.

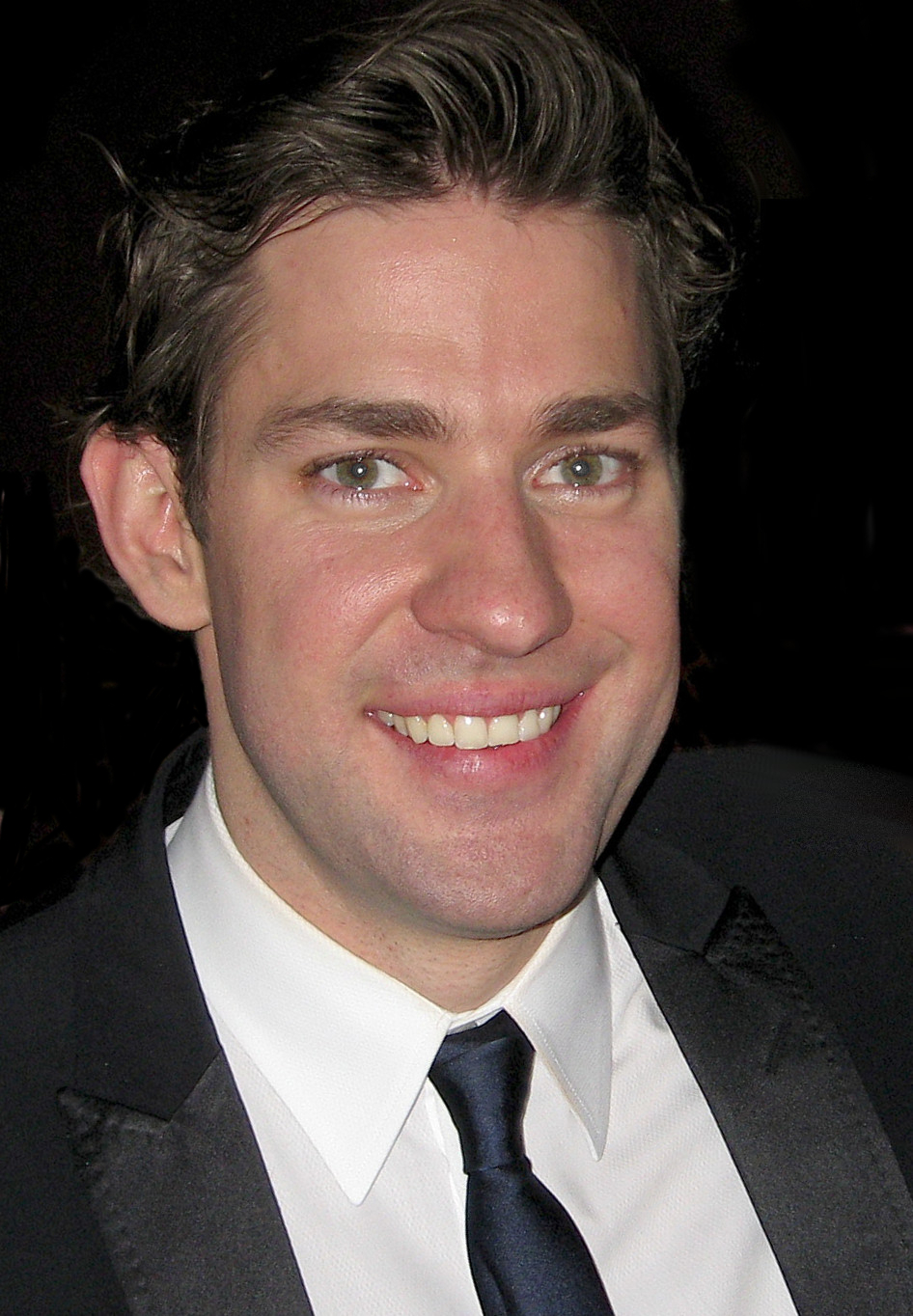
L'acteur John Krasinski, champion de basket-ball au lycée, a réalisé toutes ses propres cascades dans l'épisode.

La partie commence et Stanley s'avère être un piètre joueur. De plus, Michael est incapable de tirer, et il est incapable de faire une passe ou de défendre. Lorsqu'il prend possession du ballon, il fait le pitre pour provoquer ses adversaires, ce qui a pour conséquence que Roy s'empare du ballon et marque contre son équipe. Bien que Michael soit celui qui a perdu le ballon, il attribue ce panier à l'incompétence de ses coéquipiers. Jim échange avec Michael en défense et défend Roy. Alors que Jim commence à se montrer performant, Roy et Jim deviennent progressivement agressifs l'un envers l'autre, sous le regard de Pam. À un moment crucial du jeu, Michael est accidentellement frappé au visage et affirme qu'il s'agit d'une « faute intentionnelle flagrante ». Il arrête le jeu et déclare que les employés du bureau ont gagné puisqu'ils menaient au moment où la faute a été commise. Les employés de l'entrepôt jugent la décision injuste et Michael cède sous la pression, reconnaissant leur victoire. Alors que tout le monde retourne au travail, Kevin démontre ses excellents talents de tireur,.

### Épisode 6:La Fille Canon

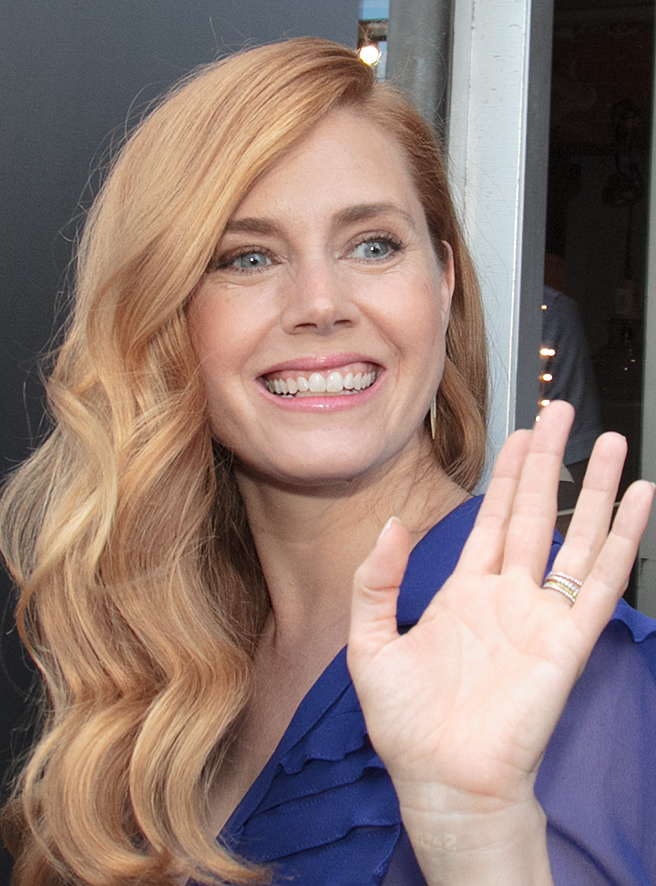
L'épisode Hot Girl introduit le personnage récurrent Katy, interprété par Amy Adams.

- États-Unis : 26 avril 2005[40]
- France : 17 juin 2007[41]
- Belgique : 5 octobre 2008

- Amy Adams (Katy Moore)
- Melora Hardin (Jan Levinson)
- David Denman (Roy Anderson)

L'entreprise informe Michael qu'un plan d'encouragement a été mis en place : le commercial totalisant le plus de ventes de Dunder Mifflin sera récompensé par un prix pouvant atteindre 1 000 dollars. Alors que Michael décide de choisir ce prix, Katy Moore, une jolie vendeuse de sacs à main, entre dans le bureau pour vendre ses produits. Quand Michael la voit, il lui propose de s'installer dans la salle de conférence, ce qui attire le regard de tous les employés. En lui faisant visiter le bureau, Michael essaie de l'impressionner tout en faisant de son mieux pour empêcher tout autre homme de s'approcher. Roy confie qu'il tenterait de la séduire s'il ne sortait pas avec Pam ; celle-ci lui fait remarquer qu'ils sont encore fiancés, vexée,.

## Sortie en DVD
La première saison sort en DVD le 16 août 2005 dans la région 1 et le 10 avril 2006 dans la région 2. Le coffret comprend, outre les épisodes, de nombreuses scènes coupées ainsi que des commentaires d'épisodes par différents membres de l'équipe de production.
| The Office: The Complete First Season''                                                                                                | | | | | | | |
| Détails | Détails | Détails | Détails | Caractéristiques | Caractéristiques | Caractéristiques | Caractéristiques |
| - 6 épisodes - Coffret d'un disque - Aspect ratio 1.78:1 - Langues : - Anglais (Dolby Digital 2.0) - Sous-titres : - Anglais, Espagnol | - 6 épisodes - Coffret d'un disque - Aspect ratio 1.78:1 - Langues : - Anglais (Dolby Digital 2.0) - Sous-titres : - Anglais, Espagnol | - 6 épisodes - Coffret d'un disque - Aspect ratio 1.78:1 - Langues : - Anglais (Dolby Digital 2.0) - Sous-titres : - Anglais, Espagnol | - 6 épisodes - Coffret d'un disque - Aspect ratio 1.78:1 - Langues : - Anglais (Dolby Digital 2.0) - Sous-titres : - Anglais, Espagnol | - Commentaires des acteurs, scénaristes et producteurs sur 4 épisodes : La Rumeur, La Journée de la Diversité, L'Alliance, Le Match de Basket - Scènes coupées de chaque épisode | - Commentaires des acteurs, scénaristes et producteurs sur 4 épisodes : La Rumeur, La Journée de la Diversité, L'Alliance, Le Match de Basket - Scènes coupées de chaque épisode | - Commentaires des acteurs, scénaristes et producteurs sur 4 épisodes : La Rumeur, La Journée de la Diversité, L'Alliance, Le Match de Basket - Scènes coupées de chaque épisode | - Commentaires des acteurs, scénaristes et producteurs sur 4 épisodes : La Rumeur, La Journée de la Diversité, L'Alliance, Le Match de Basket - Scènes coupées de chaque épisode |
| Dates de sortie | | | | | | | |
| Région 1 | Région 1 | Région 1 | Région 1 | Région 2 | Région 2 | Région 2 | Région 2 |
| 16 août 2005 | 16 août 2005 | 16 août 2005 | 16 août 2005 | 10 avril 2006 | 10 avril 2006 | 10 avril 2006 | 10 avril 2006 |

### Citations originales
1. ↑  (en) « Maybe, after The Office dies a quick death on NBC, the network will decide that trying to Americanize British TV comedies isn't such a great idea. ».
2. ↑  (en) « neither daring nor funny ».
3. ↑  (en) « NBC's version is so diluted there's little left but muddy water ».
4. ↑  (en) « Lost in translation is the sadness behind the characters. ».
5. ↑  (en) « He just seems to be trying too hard, to be obviously acting, to be trying to be embarrassing rather than just being embarrassing. Maybe in later episodes when it deviates from Gervais and Merchant's script, he'll come into his own. But right now he's a pale imitation ».
6. ↑  (en) « not the mishmash that [the Americanized version of Coupling] turned out to be, but again the quality of the original show causes the remake to look dim ».
7. ↑  (en) « It's ironic that NBC's most original sitcom in years is a remake, but who cares? The Office is a daring, unflinching take on very American workplace tensions. ».
8. ↑  (en) « is clever and insular, capturing all the drudgery, awkwardness, and rivalry of cubicle living ».